# Stéphane Boudin
Pour les articles homonymes, voir Boudin.
Stéphane Jules Léon Boudin, né le 28 octobre 1888 dans le 2e arrondissement de Paris, ville où il est mort en son domicile le 18 octobre 1967 dans le 7e arrondissement, est un décorateur français qui fut directeur de la Maison Jansen, cabinet de décoration intérieure parisien à la clientèle prestigieuse.

## Carrière
Stéphane Boudin a fait réaménager les appartements privés d'Édouard VIII au palais de Buckingham. Plus tard, à la demande de Jacqueline Kennedy, alors Première dame des États-Unis, une grande part de la rénovation des intérieurs de la Maison-Blanche entre 1962 et 1963 lui est due,,.
En 1928, il acquiert de la comédienne Mary Marquet, pour 250 000 francs, le mobilier de chambre à coucher de Mademoiselle Mars et le revend au magnat William Randolph Hearst, qui l'offre à sa maîtresse Marion Davies.
À la demande de Wallis Simpson, il est chargé de rénover la villa Windsor, dans le bois de Boulogne (Paris).